# Telesto riisei
Telesto riisei är en korallart som beskrevs av Duchassaing och Giovanni Michelotti 1860. Telesto riisei ingår i släktet Telesto och familjen Clavulariidae. Inga underarter finns listade i Catalogue of Life.